# Keiichi Satō
Keiichi Satō (さとうけいいち Satō Keiichi?,  Prefectura de Kagawa, Japón, 1965) es un director de anime, diseñador de personajes y diseñador mecánico (mecha) de animación, conocido principalmente por el diseño original y creación de la serie The Big O.

## Carrera
Satō es originario de la prefectura de Kagawa en Japón, cuando era joven quería ser director de videoclips musicales, se interesó en el mundo del manga como un entretenimiento. Trabajó en el apartado técnico de programas de televisión de variedades y programas de drama y acción. Satō se inició en el mundo de la animación cuando su Tomoki Hikawa, un animador, con quien se unió para trabajar en un estudio de animación juntos. Su primer trabajo como director fue en el OVA Karas. Desde el año 2000 ha trabajado en la animación de efectos especiales.

## Trabajos

### Series de televisión
Destaca papeles con funciones de dirección de series.
| Año  | Título                                           | Director(es)               | Estudio              | Funciones | Refs.         |
| ---- | ------------------------------------------------ | -------------------------- | -------------------- | --- | ------------- |
| 1991 | Mahō no Princess Minky Momo: Yume wo Dakishimete | Kunihiko Yuyama            | Ashi Productions     | Director de animación (#6, 12, 17) | [ 4 ]         |
| 1991 | Dragon Quest: Dai no Daibōken                    | Nobutaka Nishizawa         | Toei Animation       | Director de animación (#5, 12) Animación clave (#5, 12) | [ 5 ]         |
| 1992 | Ashita e Free Kick                               | Tetsuro Amino              | Production Reed      | Director de animación (#35, 40) | [ 6 ]         |
| 1995 | Ōgon Yūsha Goldran                               | Shinji Takamatsu           | Sunrise              | Director de animación (#12, 16, 21) | [ 7 ]         |
| 1999 | The Big O                                        | Kazuyoshi Katayama         | Sunrise              | Diseño mecánico Diseño de personajes Director supervisor de animación                                                                                               | [ 8 ]         |
| 2008 | Yatterman                                        | Hiroshi Sasagawa           | Tatsunoko Production | Director de animación (#OP) Guionista gráfico (#OP) | [ 1 ]         |
| 2008 | Crystal Blaze                                    | Mitsuko Kase               | Studio Fantasia      | Guionista gráfico (#OP) | [ 1 ]         |
| 2011 | Tiger & Bunny                                    | Keiichi Satō               | Sunrise              | Director Guionista gráfico (#12-13, 24-25) Director de animación asistente (#2) Asistencia de diseño de entornos                                                    | [ 9 ] [ 10 ]  |
| 2014 | Shingeki no Bahamut: Genesis                     | Keiichi Satō               | MAPPA                | Director Guionista gráfico (#1) Ilustraciones de cierre (#6.5) Animación clave (#12) Diseño de subpersonajes (#4) Trabajos de diseño conceptual                     | [ 11 ]        |
| 2017 | Shingeki no Bahamut: Virgin Soul                 | Keiichi Satō               | MAPPA                | Director Guionista gráfico (#1, 7-8, 17-24; OP 2) Director de unidad (#OP 2) Director de sonido Animación clave (#15, 19) Diseño conceptual Diseño de subpersonajes | [ 12 ] [ 13 ] |
| 2017 | Inuyashiki                                       | Keiichi Satō Shūhei Yabuta | MAPPA                | Director jefe | [ 14 ]        |
| 2024 | Sentai Daishikkaku                               | Keiichi Satō               | Yostar Pictures      | Director Guionista gráfico (#1-12) Director de sonido | [ 15 ]        |
| 2025 | Sentai Daishikkaku 2nd Season                    | Keiichi Satō               | Yostar Pictures      | Director Guionista gráfico (#13-24) Director de sonido | [ 16 ]        |

### Películas
Destaca papeles con funciones de dirección de series.
| Año  | Título                               | Director(es)                  | Estudio          | Funciones                  | Refs.         |
| ---- | ------------------------------------ | ----------------------------- | ---------------- | -------------------------- | ------------- |
| 2012 | Tiger & Bunny Movie 1: The Beginning | Yoshitomo Yonetani            | Sunrise          | Asistente de planificación | [ 17 ]        |
| 2012 | Asura                                | Keiichi Satō                  | Toei Animation   | Director Guionista gráfico | [ 18 ] [ 19 ] |
| 2014 | Saint Seiya: Legend of Sanctuary     | Keiichi Satō                  | Toei Animation   | Director                   | [ 20 ]        |
| 2016 | Gantz: O                             | Keiichi Satō Yasushi Kawamura | Digital Frontier | Director jefe              | [ 21 ] [ 22 ] |

### OVAs
Destaca papeles con funciones de dirección de series.
| Año  | Título                                             | Director(es)                                   | Estudio               | Funciones | Refs.  |
| ---- | -------------------------------------------------- | ---------------------------------------------- | --------------------- | --- | ------ |
| 1990 | 1+2=Paradise                                       | Jun'ichi Watanabe                              | J.C.Staff             | Director de animación Animación clave (#2) | [ 23 ] |
| 1992 | Giant Robo the Animation: Chikyū ga Seishi Suru Hi | Yasuhiro Imagawa                               | Phoenix Entertainment | Director de animación (#6) Animación clave (#3-6) | [ 24 ] |
| 1992 | Chōjin Densetsu Urotsukidōji: Mirai-hen            | Hideki Takayama                                | Phoenix Entertainment | Diseño de personajes (#4) | [ 25 ] |
| 1993 | Minky Momo in Yume ni Kakeru Hashi                 | Kunihiko Yuyama                                | Asahi Production      | Director de animación | [ 1 ]  |
| 1993 | Chōjin Densetsu Urotsukidōji: Inferno Road         | Hideki Takayama (#1-2) Shigenori Kageyama (#3) | Phoenix Entertainment | Diseño de personajes (#1-2) | [ 26 ] |
| 1994 | Minky Momo in Tabidachi no Eki                     | Kunihiko Yuyama                                | Studio Live           | Director de animación | [ 1 ]  |
| 1994 | Gedō Gakuen                                        | Kōji Yoshikawa                                 | Phoenix Entertainment | Diseño de personajes | [ 27 ] |
| 1998 | Makai Tenshō                                       | Yasunori Urata                                 | Phoenix Entertainment | Director jefe de animación Diseño de personajes | [ 28 ] |
| 2005 | Karas                                              | Keiichi Satō                                   | Tatsunoko Production  | Director Director del episodios (#3-4, 6) Guionista gráfico Concepto original Diseño de personajes original Director de animación (#5-6; demonio/monstruo) Productor ejecutivo Diseño de KARAS Animación clave (#4, 6; OP) Planificación Diseño de logotipo de título | [ 29 ] |
| 2010 | Mobile Suit Gundam Unicorn                         | Kazuhiro Furuhashi                             | Sunrise               | Director de animación (#1) | [ 30 ] |
| 2010 | Kaibutsu Ōjo (OVA)                                 | Keiichirō Kawaguchi                            | Tatsunoko Production  | Diseño de mechas Diseño de criaturas | [ 31 ] |

### Especiales
Destaca papeles con funciones de dirección de series.
| Año  | Título                                 | Director(es)   | Estudio | Funciones                                                       | Refs.  |
| ---- | -------------------------------------- | -------------- | ------- | --------------------------------------------------------------- | ------ |
| 1997 | City Hunter: Goodbye My Sweetheart     | Kazuo Yamazaki | Sunrise | Director jefe de animación Diseño de personajes Director visual | [ 32 ] |
| 1999 | City Hunter: Goodbye My Sweetheart     | Kazuo Yamazaki | Sunrise | Diseño de personajes                                            | [ 33 ] |
| 2014 | Shingeki no Bahamut: Genesis - Roundup | Keiichi Satō   | MAPPA   | Director                                                        | [ 1 ]  |